# موش کور رومی
موش کور رومی (نام علمی: Talpa romana) نام یک گونه از سرده موش کورهای اروپایی است.